# Jo Backaert
Joseph „Jo” Backaert (Bressoux, 1921. augusztus 5. – 1997. június 12.) belga labdarúgó-középpályás.
A belga válogatott tagjaként részt vett az 1954-es labdarúgó-világbajnokságon.